# Arbitrato internazionale
L'arbitrato internazionale o anche detto arbitrato commerciale internazionale è un metodo di risoluzione/composizione extragiudiziale delle controversie, intercorse tra soggetti di diritto di diversi Stati; esso deferisce la decisione ad arbitri (anche in collegio, come corti arbitrali) scelti dalle parti. L'arbitrato, a prescindere che sia nazionale o internazionale, è una delle quattro principali ADR (Alternative dispute resolution, ovvero "Risoluzione alternativa delle dispute"), un modo per risolvere una controversia senza passare per il tribunale.
Un esempio concreto di arbitrato commerciale internazionale è l'arbitrato offerto dalla Camera di commercio internazionale (ICC), normato dalle Arbitration Rules.

## Tipologie e differenze
L'arbitrato denazionalizzato è una particolare ipotesi di arbitrato internazionale caratterizzata in primo luogo dalla completa autonomia delle parti e, in secondo luogo, dall'essere completamente svincolata da qualsivoglia ordinamento statale: esso opera, cioè, come ordinamento separato, in virtù di un trattato stipulato tra gli Stati a cui appartiene la categoria di persone o di affari che si varranno di quel metodo di composizione delle controversie.

L'arbitrato internazionale non deve essere confuso con l'arbitrato estero, disciplinato dalla Convenzione di New York del 1958, che regola il riconoscimento e l'esecuzione dei lodi arbitrali resi in uno Stato, in Paesi diversi.

## In Italia
L'arbitrato internazionale era direttamente disciplinato dal nostro ordinamento al Titolo VI con gli artt. 832 - 840 c.p.c.; attualmente dopo l'avvento del dlgs 40/2006 l'intera disciplina dell'arbitrato è stata riformata. Il Legislatore ha adottato uno schema tout court, ovvero uno schema di regolamentazione incentrato sulla "tendenziale" equiparazione dell'arbitrato interno all'arbitrato internazionale.
Tale forma di equiparazione, criticata dalla dottrina internazionale, non è riuscita a sortire l'effetto voluto in quanto la permanente applicabilità all'arbitrato internazionale della Convenzione di Ginevra del 1961 crea, irrimediabilmente, una disciplina differenziata per l'arbitrato commerciale internazionale.
Va sempre ricordato che l'arbitrato internazionale ha la caratteristica di essere un arbitrato rituale, disciplinato dalla normativa domestica, con un particolare carattere di internazionalità inerente o alle qualità delle parti o, ancora, all'oggetto della controversia.
La ratio di una regolamentazione differente per l'arbitrato internazionale rispetto all'arbitrato domestico (o rituale interno)è insita nelle controversie che tale arbitrato è demandato a risolvere; ovvero, controversie di commercio internazionale.
L'arbitrato è internazionale quando una delle parti ha la propria sede (se persona giuridica) o la propria residenza (se persona fisica) in uno stato estero ex art. 830 c.p.c. terzo comma.
Le differenze tra la Convenzione arbitrale per arbitrato interno e internazionale sono diverse.
In primo luogo la distinzione tra compromesso e clausola compromissoria è internazionalmente desueta. Si è soliti infatti utilizzare il termine "arbitration agreement" per identificare la convenzione arbitrale.
Tuttavia, almeno per l'ordinamento domestico italiano, non è possibile sopprimere la dicotomia tra clausola compromissoria e compromesso.

## Nel mondo
Evo Morales all'annuncio che la Bolivia sarebbe uscita dalla Corte Arbitrale della Banca Mondiale: "I governi dell'America Latina, e io credo il mondo intero, non vincono mai le cause. Vincono sempre le multinazionali".
Alfred de Zajas, relatore speciale dell'ONU sul documento "Promozione di un ordine internazionale equo e democratico", in aprile 2015, ha evidenziato come i trattati arbitrali commerciali minaccino lo Stato di diritto e le sovranità nazionali.
Più in generale, è stato sostenuto che "utilizzando il livello internazionale per far retrocedere i compromessi sociali del dopoguerra nel Nord e per creare un clima favorevole agli investimenti nel Sud e dell'Est, l'arbitrato organizza la globalizzazione del capitale a condizioni favorevoli per il centro delle classi dominanti".

## Arbitration Rules e Mediation Rules; DOCDEX rules (Camera di commercio internazionale, ICC)

### Arbitration Rules e Mediation Rules (ICC)
La Camera di commercio internazionale (ICC) ha delle regole standard su cui si basano la mediazione e arbitraggio dette "Mediation Rules" e "Arbitration Rules" a cui si aggiungono le DOCDEX rules. Chi conosce questi standard, anche se non opera direttamente nel campo, può offrire una consulenza in merito.
L’arbitrato di ICC è offerto da uno o più arbitri indipendenti e l’enforcement, siccome sono decisioni vincolanti, sono possibili grazie alle leggi domestiche sull’arbitrato e ai trattati internazionali in materia come la Convenzione di New York del 1958. La mediazione invece permette di raggiungere una decisione non vincolante tramite un facilitatore. Entrambe sono normate da delle rules/norme, che formano una cornice istituzionale che mira alla standardizzazione, all’efficienza e anche alla trasparenza della procedura e alla fairness (equità/imparzialità della procedura). L’arbitrato sotto la ICC viene amministrato dalla International Court of Arbitration (Corte Internazionale di Arbitrato, fondata nel 1923 e indipendente da ICC) e la mediazione sotto la ICC viene amministrata dall’International Centre for ADR (Centro Internazionale per le ADR). Entrambe le istituzioni hanno l’inglese e francese come lingue ufficiali/di lavoro, ma possono offrire servizi in arabo, cinese, tedesco, italiano, portoghese, russo e spagnolo. Ognuna delle due istituzioni e procedure ha le proprie norme/rules, che sono adatte a essere adottate e usate in qualunque parte del mondo.

#### Arbitration Rules
Le Arbitration Rules (ICC) sono in vigore dal 2012 e sono state emendate nel 2017; nel sito web ICC, sono liberamente consultabili le Rules aggiornate al gennaio 2021. In totale, sono composte da 43 articoli suddivisi in sottosezioni numerate e raggruppati per topic di riferimento; comprendono anche sei appendici (la quarta, in particolare, riguarda degli esempi di tecniche di gestione dell’arbitrato, le Case Management Techniques). Le Rules sono in inglese e sono tradotte in francese, cinese e russo (ma la versione del 2017 è disponibile in parecchie altre lingue). Ciò che viene effettivamente normato si intuisce dai topic di raggruppamento e dai titoli delle appendici:
- Introductory Provisions [Provisioni introduttive]
- Commencing the Arbitration [Iniziare l'arbitrato]
- Multiple Parties, Multiple Contracts and Consolidation [Più parti, contratti multipli e consolidamento]
- The Arbitral Tribunal [Il tribunale arbitrale]
- The Arbitral Proceedings [Procedimenti arbitrali]
- Awards [Aggiudicazione]
- Costs [Costi]
- Miscellaneous [Miscellanee]
- Appendix I – Statutes of the International Court of Arbitration [Appendice I - Statuti della Corte Internazionale di Arbitrato]
- Appendix II – Internal Rules of the International Court of Arbitration [Appendice II - Norme interne della Corte Internazionale di Arbitrato]
- Appendix III – Arbitration Costs and Fees [Appendice III - Costi e tasse di arbitrato]
- Appendix IV – Case Management Techniques [Appendice IV - Tecniche di gestione di un caso]
- Appendix V – Emergency Arbitrator Rules [Appendice V - Norme per l'arbitro di emergenza]
- Appendix VI – Expedited Procedure Rules [Appendice VI - Norme per la procedura veloce]

Si riassumono qui svariati punti focali delle Rules, fermo restando che ciò non sostituisce l'apporto di consulenti esperti.
I procedimenti di arbitrato sono effettuati dalla International Court of Arbitration (Corte Internazionale di Arbitrato), un'istituzione arbitrale istituita da ICC ma indipendente da essa. La Corte ha i suoi statuti e regole interne, che vengono allegati in appendice alle Arbitration Rules. Solo la Corte può usare le Arbitration Rules. Il membro più alto della Corte è il Presidente, affiancato da alcuni Vice-presidenti che ne fanno le veci e dal Segretariato della Corte (Secretariat of the Court) con a capo il Segretario Generale (Secretary General) e il Vice-segretario Generale (Deputy Secretary General). La Corte può delegare alcune scelte a dei comitati (Committees) appositi, scelte poi notificate alla Corte stessa nella prima sessione utile (i comitati hanno un presidente e altri uno o due membri). La causa di arbitrato viene lanciata in contesto di una controversia in cui una o più parti ricercano una decisione imposta da una terza parte indipendente, senza che le parti possano negoziare: manca il controllo del processo di decision making, ma il rischio che la negoziazione o mediazione sia infruttuosa è esorcizzato. La decisione presa dall'arbitro (o più di uno) è vincolante per entrambe le parti ed è presa senza passare per il processo in tribunale, siccome è una ADR.
Il reclamante, che può essere più di uno, è colui che invia la richiesta compilata alla ICC ed è detto "claimant"; l'accusato invece è il "respondent".
Ogni comunicazione scritta della Corte o tribunale arbitrale, salvo diversa indicazione, si invia a ogni parte (o a ogni suo rappresentante), all'arbitro (o ogni arbitro) e al Segretariato. Ogni notifica dal tribunale arbitrale va inviata al Segretariato.
Per iniziare il procedimento, il reclamante/claimant invia la richiesta di arbitrato (request for arbitration) al Segretariato tramite la mail apposita. Nella richiesta, si indicano i nomi e dati dei reclamanti e degli accusati, dei loro eventuali rappresentanti, la descrizione della controversia, l'ammontare della cifra collegata alla controversia (e.g. il valore della merce nel contratto di compravendita), tutti gli accordi sottostanti alla controversia (e.g. il contratto di compravendita, che include una sezione in cui le parti optano per l'arbitrato), il luogo di arbitrato e la lingua (si possono già scegliere nel contratto). L'invio della richiesta sancisce, anche in modo implicito, che i reclamanti adottano e seguono le Arbitration Rules e che accettano che l'arbitrato sarà svolto dalla Corte. Una volta ricevuta, il Segretariato dà la notifica. Dopodiché, il reclamante (o le varie parti) deve pagare la tassa (filing fee) e spedire le copie della richiesta a ogni parte coinvolta, all'arbitro/i e al Segretariato. Se ciò non avviene entro un tempo limite, il procedimento viene interrotto. Entro 30 giorni (o, se concesso dal Segretariato, di più), l'accusato/i devono inviare una risposta (answer) al Segretariato e a ogni arbitro in cui inserisce i suoi dati, un commento sulla controversia, la sua risposta e le sue preferenze sull'arbitrato (luogo, lingua... che sono già pattuiti nel contratto sottostante); il Segretariato la rigira a tutti i reclamanti. Nella risposta, si può anche inserire una contro-accusa (counterclaim) con prove e giustificazioni e una stima della cifra di denaro legata a essa. Il reclamante, entro 30 giorni dalla notifica del Segretariato (o più tempo, se è concesso), può inviare una risposta alla controaccusa.
Se l'accusato non invia la risposta, il procedimento comunque non si interrompe. Se una parte rifiuta di prendere parte all'arbitrato, anche in questo caso non si interrompe (a meno che tutte le parti accantonano la procedura).
In caso di più contratti sottostanti (e.g. più contratti di compravendita con la stessa decisione pattuita in merito di ADR), si effettua un solo procedimento di arbitrato: semplicemente, nella richiesta sono menzionati tutti i contratti.
All'articolo 12, si ribadisce come l'arbitro debba essere imparziale dall'inizio alla fine e indipendente dalle parti coinvolte nell'arbitrato (parties involved in the arbitration). L'arbitro/i viene nominato dalle parti coinvolte e confermato dalla Corte entro 30 giorni dall'invio della richiesta, altrimenti viene direttamente nominato dalla Corte. Deve poi firmare uno statement in cui dichiara di accettare l'incarico e di essere indipendente e imparziale. Un arbitrato può essere svolto da un solo arbitro (sole arbitrator) o da tre arbitri (three arbitrators; il tal caso, di default il terzo arbitro agisce come presidente del tribunale arbitrale e viene nominato dalla Corte). Il numero viene pattuito dalle parti e, se non pattuito, viene scelto di default un solo arbitro salvo in casi eccezionali. Le parti coinvolte (o anche solo una) possono rifiutare l'arbitro previa giustificazione inviata al Segretariato entro 30 giorni dalla nomina. Se la giustificazione viene accettata (cioè viene ritenuta ammissibile), se ne sceglie un altro (replacement of arbitrator). Se la Corte è nell'impossibilità di scegliere un arbitro, dichiara chiuso il procedimento. Un arbitro si sostituisce anche se invia le proprie dimissioni alla Corte (ma può anche respingerle) o muore nel mentre.
Dopodiché, l'arbitro (o il tribunale riunito nel luogo indicato dalle parti o dalla Corte) scrive i Terms of Reference (una sorta di programma) poi firmati dalla Corte, imposta in una conferenza apposita (Case Management Conference) la tabella di marcia in modo ragionevole in base a quanto il caso è complesso (procedural timetable), valuta il caso e emette la sua sentenza, che è vincolante tra le parti pure se non equivale a una sentenza di tribunale; la lingua usata è quella scelta dalle parti o dalla Corte. La decisione viene presa anche tenendo conto delle provisioni del contratto/i sottostante/i in modo equo (ex aequo et bono) o, in alternativa, ricomponendo le parti (agisce cioè da amiable compositeur) se le parti optano per quest'altro modo di esercitare i poteri. Se l'arbitro non è uno, la decisione passa per maggioranza; se manca, viene presa autonomamente dal presidente. A questo punto, la procedura è dichiarata chiusa. La decisione (draft award) viene inviata alla Corte, che poi la approva dopo lo scrutinio (diventa "award") e la notifica tramite il Segretariato a tutte le parti. Le parti possono richiedere più copie della decisione/award, ma solo le parti possono richiederle. Il Segretariato conserva una copia originale dell'award.
In alternativa, se le parti raggiungono un accordo durante un arbitrato, possono notificarlo all'arbitro e renderlo decisione finale dell'arbitrato se quest'ultimo è d'accordo.
L'arbitrato può anche avvenire in videoconferenza, in un canale ad hoc. Durante il procedimento, una parte può essere ascoltata (hearing) se lo richiede o se è il tribunale arbitrale a richiederlo. In alternativa alla parte coinvolta, può partecipare il suo rappresentante. Può anche partecipare un adviser (in generale, "consiglieri").
Il risultato dell'arbitrato, su volontà delle parti, resta secretato: ciò che si conosce è solo l'esistenza della procedura di arbitrato.
Salvo concessioni da parte della Corte in casi eccezionali, il tribunale arbitrale ha al massimo sei mesi a partire dalla firma dei Terms of Reference per prendere la decisione.
Laddove si richiede un arbitrato in una situazione di emergenza, dunque una causa affidata all'arbitro di emergenza (Emergency Arbitrator), esiste una trafila a sé.
Nelle Rules, vengono anche illustrati i costi. In generale, la sola richiesta prevede una tassa (filing fee) non restituibile (non-refundable) pari a 5000$ (dollari statunitensi). Simili tasse, previo accordo esplicito tra le parti, si possono suddividere. Dopodiché, a essa si aggiungono le spese amministrative (administrative fees), che variano il base alla cifra oggetto della controversia (se non è specificata, le spese amministrative vengono fissate a discrezione della Corte). Per esempio, se la cifra in questione è fino a 50.000$ tondi, le spese amministrative sono 5000$, ragion per cui l'arbitrato costa almeno 10.000$. In tutti gli altri casi, si stabilisce in base a una percentuale: per esempio, se la cifra è fino a 100.000$ tondi, si richiede l'1,53% della cifra. La massima spesa amministrativa che si può richiedere è una cifra che torna a essere fissa/piatta (flaut amount) se la cifra in questione supera i 500 milioni di dollari ed è pari a 150.000$, ragion per cui un arbitrato nel caso limite difficilmente supera i 155.000$. La Corte si occupa di fissare lo stipendio dell'arbitro. Le spese, salvo diversa decisione della Corte o salvo problemi legali, vanno pagate in dollari statunitensi. Scegliere tre arbitri invece che uno fa aumentare ulteriormente il costo. Come appena accennato, il costo minimo di un arbitrato è 10.000$, ma le spese di un comune processo in tribunale possono essere molto più alte pure se la parte è vincitrice.